# Avenged Sevenfold
Az Avenged Sevenfold (gyakran A7X-nek rövidítve) egy amerikai heavy metal zenekar. 1999-ben alakult Huntington Beachen, Kaliforniában. A zenekar M. Shadows énekesből, Synyster Gates szólógitárosból, Zacky Vengeance ritmusgitárosból, Johnny Christ basszusgitárosból és Brooks Wackerman dobosból áll.
Ismertek változatos rockhangzásukról és drámai képek ábrázolásáról albumborítókon és pólókon. Első két albumukon (Sounding the Seventh Trumpet és Waking the Fallen) még metalcore-os hangzással bukkantak fel, majd a későbbiekben változtatva ezen a zenei stíluson sokkal hard rockosabban közelítették meg a City of Evil névre keresztelt harmadik nagylemezüket. Tovább kísérletezgettek a hangzásokkal a következő, cím nélküli albumukkal és elérték a világsikert, mielőtt dobosuk, James „The Rev” Sullivan halála sújtotta őket 2009 végén. Később a zenekar folytatta a Nightmare album munkálatait a Dream Theater korábbi tagjával, Mike Portnoy dobossal, majd turnéra indultak 2010-ben, az album pedig a Billboard 200-as lista első helyén debütált.
Eddig az Avenged Sevenfold 7 stúdióalbumot, 1 élő album/DVD/válogatáslemezt, 18 kislemezt adott ki, ezzel több, mint 4 millió lemezt eladva világszerte, az Ultimate Guitar Évtized zenekari 10-es listáján a 2. helyen álltak a Metallica után.

## Történet

### Kezdetek (1999-2002)
1999-ben alakultak a Kaliforniai Huntigton Beach-en, az eredeti tagokkal: M. Shadows, Zacky Vengeance, The Rev és Matt Wendt. M. Shadows találta ki a nevüket, ami egy utalás Káin és Ábelre történetére a Bibliából, mely szerint Káin arra lett ítélve, hogy száműzetésben éljen, amiért meggyilkolta testvérét. Az Úr jelet tett rá, hogy senki sem ölheti meg a bűnei miatt; aki pedig dacolni mer ezzel, az "hétszeresen lakol bűneiért" ("The Lord said to him, therefore whoever slayeth Cain, vegeance shall be taken upon him sevenfold" Genesis - 4:15). A 'Chapter Four' című számuk is erre utal. Az A7X rövidítés Zacky Vengeance-től származik. Az A, mint Avenged, vagyis megbosszult; a 7, mint seven; és az X, mint az angol fold, többszörözni szóból származik. A Beast and The Harlot története ered még a Bibliából, a Jelenések könyvéből, csak ez egy személyen keresztül utal Babilon, a világbirodalom és a hamis hit központjának bűnhődésére. A következő bibliai hivatkozás a The Wicked End-ben fordul elő. A dalban többször is elhangzik: "fogd az almát, élvezz minden falatot, de mélyen belül tudod, hogy Ádámnak volt igaza", utalva ezzel arra, mikor Éva megkóstolja a Tiltott Gyümölcsöt. Bár a zenekar neve és a tagok színpadi nevei is a valláshoz kapcsolódnak, Shadows kijelentette egy interjúban, hogy az Avenged Sevenfold nem egy vallásos zenekar. Minden tag álnevet használ, amik már a gimiben  is beceneveik voltak. A zenekar logója a Deathbat, egy szárnyas koponya, melyet Mika Monahue tervezett és ami megjelenik minden albumborítón.
Mielőtt megjelent volna első albumuk, kiadtak két demót 1999-ben és 2000-ben. Debütáló albumukat, a Sounding the Seventh Trumpetet 18 évesen, középiskolásként jelentették meg eredetileg a Good Life kiadóval 2001-ben. Miután 1999-ben Synyster Gates csatlakozott hozzájuk, először a bevezető számukat, a To End the Rapture-t, majd pedig az egész albumot újra felvették és kiadták 2002-ben a Hopeless kiadó segítségével. A csapat elkezdett nagyobb ismertségre szert tenni, olyan előadókkal játszott együtt, mint a Mushroomhead és a Shadows Fall a Take Action Touron, ami egy évente megrendezett tavaszi turné, a jegyeladások bevételének egy részét a fiatalkori öngyilkosság elleni küzdelemnek adományozzák.

### Stabil felállás, listavezetés,"Waking The Fallen", "City of Evil"(2003–2006)
A Waking the Fallen című albumuknál a basszer szerepében Johnny Christ debütált, amely 2003 augusztusában került piacra a Hopeless kiadó gondozásában. Zeneileg kifinomultabb és érettebb hangzást produkáltak az előző albumhoz képest. Olyan híres magazinok, mint a Billboard és a The Boston Globe is elismerte őket, valamint fellépőként is megjelentek a Vans Warped Touron. 2004-ben a újra felléptek a Vans Warped Touron, és felvették az Unholy Confessionshöz a klipet, amely az MTV2 Headbanger’s Ball műsorában debütált. Nem sokkal a Waking the Fallen kiadása után elhagyták a Hopeless kiadót és a Warner Bros. Records-nál folytatták tovább.
A City of Evil az együttes harmadik nagylemeze és egyben egy nagy lemezkiadónál való debütálása 2005. június 7-én jelent meg jelentős sikert aratva. Megjelenése után rögtön a 30. helyet szerezte meg a Billboard 200-as listáján, és már az első héten több mint 30 000 eladott példánnyal büszkélkedhettek. Visszábbtértek a klasszikus metálhoz, annak ellenére, hogy az előző albumokat inkább metalcore műfajba lehet sorolni. Jelentős változás, hogy hiányoznak belőle a kiabálások és a morgó vokálok. M. Shadows egy neves énektanárral, Ron Andersonnal dolgozott együtt - aki segítséget nyújtott többek között Axl Rose-nak, valamint Chris Cornellnek - hónapokkal az album megjelenése előtt, hogy elérjék a rekedtességet, és a jellegzetes hangszín is megmaradjon. Ez az album hozta meg a világsikert számukra.
Miután 2006-ban felléptek az Ozzfesten, az Avenged Sevenfold emlékezetes győzelmet aratott az R&B énekesek, Rihanna and Chris Brown, Panic at the Disco, Angels and Airwaves és James Blunt felett, amikor az MTV Video Music Awardson megnyerte a Legjobb Előadónak járó díjat, amelyet a Félelem és rettegés Las Vegasban című nagy sikerű amerikai film inspirálása nyomán megírt Bat Countrynak köszönhet.
Visszatérve a Wans Warped Tourra - már főszínpados bandaként - folytatták saját, "Cities of Evil" címet viselő turnéjukat. Emellett a vezető kislemezük, a Bat Country elérte a 2. helyet a Billboard's Mainstream Rock Chartson, a 6. helyet a Billboard's Modern Rock Chartson, videóklipjük pedig 1. helyezést ért el az MTV's Total Request Live-on. Ez nagyban elősegítette, hogy az album rendkívül jól fogyott és első aranylemezükké vált, 2009 augusztusában pedig platinává.

### Cím nélküli album, Live in the LBC & Diamonds in the Rough és "The Rev" halála (2007–2009)
Az Avenged Sevenfold egyik legmeghatározóbb sikerének könyvelhette el, hogy a 2006-os Ozzfesten nagyszínpadosok lettek, olyan más jól ismert hard rock és heavy metal előadók mellett, mint a Dragon Force, Lacuna Coil, Hatebreed, Disturbed és a System of a Down. Még ebben az évben befejezték világkörüli turnéjukat, amelynek helyszínei voltak: USA, Egyesült Királyság, Európa főbb területei, Japán, Ausztrália és Új-Zéland. A City of Evil 16 hónapos promóciója után a csapat bejelentette, hogy törlik a 2006-os turné őszi állomásait és inkább az új album felvételére koncentrálnak. 2007. július 17-én a zenekar kiadta első koncert-DVD-jét All Excess címmel, amely 1. helyen debütált az USA-ban. A DVD-n megtalálhatóak élő koncertek és backstage-felvételek, amelyek átfogják az együttes 8 éves karrierjét. 2007 októberében két tribute-album is megjelent „Strung Out on Avenged Sevenfold: Bat Wings and Broken Strings” és „Strung Out on Avenged Sevenfold: The String Tribute” címekkel.
A  csapat negyedik albuma 2007. október 30-án látott napvilágot, és rögtön a 4. helyen debütált a Billboard 200-as listáján több mint 90 000 eladott lemezzel. Két kislemezüket, a Critical Acclaim-et és az Almost Easy-t már az album debütálása előtt megismerhette a közönség. 2007 decemberében elkészítették animációs videójukat az A Little Piece of Heavenhöz. Annak következtében, hogy a dal vitatott témákat feszeget (nekrofilia), a Warner Brothers kizárólag regisztrált MVI felhasználóknak jelentette meg. A harmadik kislemezzel, az Afterlife-fal 2008 januárjában jöttek ki a videót is beleértve. A negyedik kislemez, a Dear God 2008. szeptember 30-án jelent meg. Habár a saját nevüket viselő albumuk kapcsán kaptak hideget-meleget, több mint 500 000 példány kelt el belőle, és megnyerte az év albuma díjat a [Kerrang!] díjátadón.
A Sevenfold 2008-as turnéja a Taste of Chaos nevet viseli, amelyhez csatlakozott többek között az Atreyu, a Bullet for My Valentine, a Blessthefall és a Idiot Pilot. Az utolsó, kaliforniai Long Beach-i fellépésüket vették fel. A Live in the LBC & Diamonds in the Rough nevű duplalemezes kiadás egy CD-ből és egy koncert-DVD-ből épül fel, amely 2008. szeptember 16-án került kiadásra. Felvételre került néhány feldolgozás is, úgy mint Pantera - Walk, Iron Maiden - Flash of the Blade és Black Sabbath - Paranoid.  (Az első kettő került fel ténylegesen a Live in the LBC & Diamonds in the Rough-ra). Kiadásra került egy gitározást oktató DVD, amely 5 dal gitárszólóját tartalmazza: Afterlife, Almost Easy, Bat Country, Beast and the Harlot és a Trashed And Scattered. 

| „            | A Maiden messze a legjobb élőben játszó zenekar és a zenéjük kortalan. Emellett lehetőséget is ad arra, hogy bemutassuk ezt a nagyszerű dalt a fiatalabb rajongóinknak, akik talán nincsenek kapcsolatban az Iron Maiden zenéjével. | ” |
| – M. Shadows | |   |

2009 januárjában M. Shadows megerősítette, hogy a következő pár hónapban az új albumot készítik (Nightmare), valamint, hogy 2009. május 16-17-én részt vesznek a Rock on the Range-en. Április 16-án Los Angelesben, a Nokia Színházban a közönség egy új változatban ismerhette meg a Guns N' Roses It's So Easy című számát, a Sevenfoldnak és Slash-nek köszönhetően. M. Shadows közre is működött Slash debütáló albumán a Nothing to Sayben.
2009. december 31-én a Kerrang! magazinban olvasható volt egy interjú M. Shadowszal, aki a soron következő nagylemezről mesélt:

| „            | Ez egy sötét album. A zene érzelmes. A célunk az, hogy minden dal emlékezetessé tegyünk, szeretnénk ezeket feleleveníteni, mind élőben, mind pedig otthon. Nagy rock balladák lesznek, vicces dolgokkal, mint a zongora, énekkórus, a zenekar és mindenféle várt vizuális effekt, néhány kis különbséggel, jellemző lesz rá egy szomorkás vibráló hangulat is. Líraiság is egy jellemzője lesz, minden olyan dolog inspirálóként hatott rám, amelyet a gyerekek manapság magukkal hoznak az iskolából, környezetből, vallásból, háború és magatartási formák a kormánnyal szemben. Ez mind közrejátszik abban, hogy a gyerekek érzelmileg eltávolodtak a mostani, igazi világtól. | ” |
| – M. Shadows | |   |

2009. december 28-án holtan találták otthonában The Rev dobost 28. életévében. Autopsy results were inconclusive,  2010. június 9-én közölt információk szerint halálának oka akut politoxikomán-mérgezés Oxycodone, Oxymorphone, Diazepam/Nordiazepam és etanol összetett hatásainak következtében. A zenekar kiadott egy gyásznyilatkozatot, később Sullivan családja háláját fejezte ki a rajongóknak.

### Nightmareés Arin Ilejay (2010–2012)

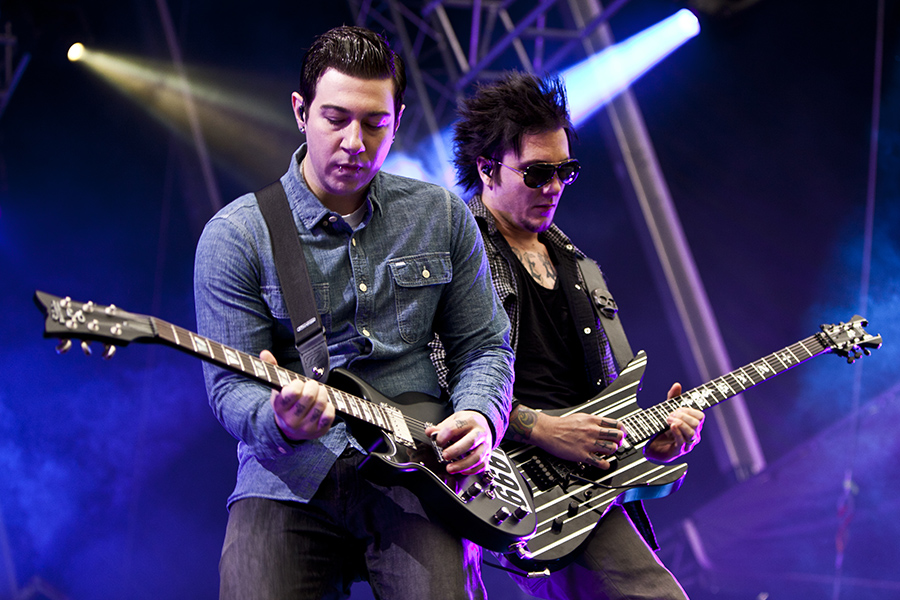
Zacky Vengeance és Synyster Gates 2011-ben

A zenekar tagjai több interjúban is bevallották, készek voltak otthagyni a zenekart. Akárhogyis, 2010. február 17-én kijelentették, folytatják a stúdiómunkálatokat a Dream Theater volt tagjával, Mike Portnoy-jal, aki feldobolja a Rev által megírt dobtémákat.
A Nightmare kislemeze digitálisan elérhető lett 2010. május 18-án, az előzetese pedig 2010. május 6-án az amazon.comon, de hamarosan el is lett távolítva ismeretlen okok miatt. Az album mixelése New Yorkban fejeződött be, és az album végül 2010. július 27-én került kiadásra. Erre az albumra is kaptak hideget-meleget, de a rajongók jól fogadták. A Billboard listán 1. helyen debütált az első héten elkelt 163 000 példánnyal. Portnoy 2010 decemberében 3 show erejéig a zenekarral ment Irakba és Kuvaitba. Majd 2011. január 20-án bejelentették, a régen Confide dobos, Arin Ilejay fog turnézni velük abban az évben. Hogy állandó tag lesz-e, még nincs eldöntve.
Az A7X fellépett  a Rock am Ring és Rock im Park fesztiválokon 2011. június 3-5-én olyan zenekarokkal, mint az Alter Bridge, System of a Down és az In Flames. 2011 áprilisában a Metal Hammer által szervezett Golden God Díjátadón ők voltak a főzenekar. Ugyanazon az estén 3 díjat nyertek a Legjobb énekes, Legjobb gitárosok és Az év albuma kategóriában, míg Portnoy a Legjobb dobos elismerést kapta az albumon nyújtott teljesítményéért.
A csapat az Uproar Fesztivál 2011 főzenekara volt, olyan zenekarokkal, mint a Three Days Grace, Seether, Bullet For My Valentine, Escape The Fate. 2011 augusztusában M. Shadows kijelentette, az Uproar Fesztivál után hazamennek 6-7 hónapra, aztán elkezdik írni az új albumot. Illetve, hogy Arin Ilejay és a zenekar nagyon jól kijönnek egymással, de biztosra kell menniük, hogy tudnak-e együtt zenét írni, reméli, minden működni fog.
2011 novemberében és decemberében Buried Alive-nak nevezett turnéjukra indultak olyan zenekarokkal, mint a Hollywood Undead, Asking Alexandria, és a Black Veil Brides.
2012. április 11-én a Revolver magazin Golden Gods Díjátadóján a Legjobb élő zenekarnak járó díjat is megnyerték.

### Hail to the King és Waking the Fallen: Resurrected (2013-jelen)
Ezt a nagylemezüket 2013 augusztus végén adták ki. A felvételeken és a turnén is Arin Ilejay dobolt. Ezen albumukat sok negatív kritika érte, mivel egyesek Metallica- vagy AC/DC-koppintásnak tartják a rajta megszólaló dalokat. 2014. augusztus 26-án jelent meg Waking the Fallen: Resurrected nevű albumuk, ami a 2003-as eredeti Waking the Fallen album újrafelvétele egy minimálisnak mondható átdolgozással. Ezeken kívül az új album tartalmaz számos élő felvételt és demót. 2014. október 16-án jelent meg a Hail to the King: Deathbat nevű mobil-videójáték, melyben háttérzeneként A7X számok szólnak, és tartalmaz egy pár kifejezetten ehhez írt számot is.

## Stílus és hatás
A zenekar olyan neveket említ meg, akik hatással voltak rájuk, mint a Bad Religion, Guns N’ Roses, Iron Maiden, Pantera, Dream Theater, Metallica, NOFX, Alice in Chains, Black Flag, Corrosion of Conformity, The Misfits, Slayer, The Vandals, Rage Against the Machine, Korn, Deftones és az AFI.
A zenekar többféle stílust kipróbált karrierje során. A debütáló album - Sounding the Seventh Trumpet - többnyire metalcore-számokból állt, habár kivételnek lehet a Streetset és a Warmness on the Soult említeni, előbbit punk, utóbbit zongorás ballada stílusa miatt. A Waking the Fallen esetében megint egy metalcore albumról beszélhetünk, de több benne az ének, érettebb és bonyolultabb zenei alkotóelem. Az All Excess DVD-ben Andrew Murdock producer elmagyarázta a változás okát: „Amikor találkoztam a zenekarral a Sounding The Seventh Trumpet után, de a Waking the Fallen előtt, M. Shadows azt mondta nekem: Ez a lemez kiabálós. Amit most akarunk csinálni, az fél kiabálós, fél éneklős. Nem akarok többet csak kiabálni. És az utána következő pedig teljesen éneklős lesz.”
A City of Evil-en a zenekar hátrahagyta a metalcore műfajt hard rockosabb irányba evezve. A cím nélküli albumukon is vannak eltérések a fő - most már hard rock – vonaltól. Például a Dear God, aminek country beütése van, vagy a Little Piece of Heaven, amire a Broadway showk hatottak, elsősorban rézfúvós hangszereket és vonós zenekart használ, ami átveszi a szóló- és ritmusgitár szerepét.  A Nightmare-en további eltérések találhatók, egy zongorás balladát, a Fictiont, a God Hates Ust és a Not Ready to Die-t beleértve, utóbbi kettő rövid visszatérés a metalcore gyökerekhez. A zenekar sokat változott első albuma óta.

## Tagok
A zenekar tagjai alkalmanként az alábbiakban felsoroltaktól eltérő hangszereken is játszanak.
| Jelenlegi tagok - M. Shadows – ének, zongora, billentyűsök (1999–napjainkig) - Zacky Vengeance – ritmusgitár, háttérvokál (1999–napjainkig) - Synyster Gates – szólógitár, zongora, háttérvokál (2000–napjainkig) - Johnny Christ – basszusgitár, háttérvokál (2003–napjainkig) - Brooks Wackerman – dobok (2015–napjainkig) | Korábbi tagok - Arin Ilejay – dobok (2011-2015) - The Rev – dobok, zongora, háttérvokál (1999–2009) - Matt Wendt – basszusgitár (1999–2000) - Justin Sane – basszusgitár (2000–2002) - Dameon Ash – basszusgitár (2002–2003) |

Korábbi vendégzenészek
- Mike Portnoy – dobok (2010)[55]

## Elismerések
| Év   | A jelölt szerzemény                             | Díj                                          | Eredmény |
| ---- | ----------------------------------------------- | -------------------------------------------- | -------- |
| 2011 | Mike Portnoy a Nightmare-en                     | Golden God Awards: A legjobb dobos           | Elnyerte |
| 2011 | Synyster Gates & Zacky Vengeance a Nightmare-en | Golden God Awards: A legjobb gitárosok       | Elnyerte |
| 2011 | M. Shadows a Nightmare-en                       | Golden God Awards: A legjobb énekes          | Elnyerte |
| 2011 | Nightmare                                       | Golden God Awards: Az év albuma              | Elnyerte |
| 2011 | "Buried Alive"                                  | A Revolver Magazin szerint a 2011-es év dala | Jelölve  |

## Kiadványok
Stúdióalbumok:
- 2001: Sounding The Seventh Trumpet (2002-ben újra kiadták)
- 2003: Waking The Fallen
- 2005: City of Evil
- 2007: Avenged Sevenfold
- 2010: Nightmare
- 2013: Hail to the King
- 2016: The Stage
- 2020: Diamonds in the Rough
- 2023: Life Is But a Dream...

EP-k:
- 2001: Warmness on the Soul
- 2010: Welcome to the Family
- 2018: Black Reign

DVD-k:
- 2007: All Excess
- 2008: Live in the LBC & Diamonds in the Rough